# Roland Hayrabedian
Roland Hayrabedian est un chef de chœur et chef d’orchestre français. Il fonde l’Ensemble Musicatreize en 1987, dont il est le directeur artistique.

## Formation
Roland Hayrabedian a d’abord étudié le piano puis il apprend la direction d’orchestre. Après sa première création, une œuvre de Betsy Jolas, il voue sa vie à la musique d’aujourd’hui. Ses rencontres avec Maurice Ohana et Félix Ibarrondo sont déterminantes.

## Carrière
Il fonde un premier ensemble avec des chanteurs amateurs, le Chœur contemporain, en 1978 à Aix-en-Provence avec qui il enregistre son premier disque en 1983 (chez Harmonia Mundi) consacré à Ibarrondo. Roland Hayrabedian fonde ensuite un ensemble professionnel en 1987, Musicatreize à Marseille.
Ses compagnonnages avec Maurice Ohana, Zad Moultaka, Alexandros Markeas ou Michel Petrossian donnent à l’Ensemble Musicatreize sa couleur et son originalité. Avec 300 commandes passées, il a contribué à créé un répertoire méditerranéen, du sud, en complémentarité du répertoire du nord qui domine la musique. À travers des masterclasses, il transmet ce répertoire à de jeunes chefs.
Roland Hayrabedian est souvent à l’initiative d’idées qu’il soumet à des compositeurs. Il invente avec eux des séries (Les Douze lettres à Élise, Les Douze travaux d'Hercule, Odyssées dans l'espace, Les Berceuses...). "Passeur d'idées et d'émotions", il apprécie la musique qui le rend différent après l’avoir interprétée et vouloir que le public sorte désorienté et non pas apaisé d’un concert, secoué par l’énergie méditerranéenne. Dans un souci de transmission, Roland Hayrabedian forme le public en encourageant la pratique amateuredans la Région PACA.

### Collaborations
Roland Hayrabedian a dirigé durant sa carrière le Chœur et la Maîtrise de Radio France, l’Orchestre philharmonique de Radio France, l’Orchestre national de Lorraine, l’Orchestre philharmonique de Marseille, l’Orchestre régional de Cannes. Il est invité à jouer au Festival Présence. Il collabore régulièrement avec diverses formations telles que les Percussions de Strasbourg, Musique Vivante, Musique Oblique, 2e2m, TM+, l’ensemble Itinéraire.

## Discographie sélective

### Avec Musicatreize
- Trois Amours, Michel Petrossian, 2022
- Pluie d’or, François-Bernard Mâche, 2019 (5 Diapasons) Prix du Président de la République[22]
- Guy Reibel Œuvres vocales, 01/01/2014
- Un retour-El regreso, Oscar Strasnoy - Alberto Manguel, 2010 (Éditions Actes Sud)
- L’Enterrement de Mozart, Bruno Mantovani, 2008 (Éditions Actes Sud)
- L’Arbalète magique, Tôn-Thât Tiêt, 2007 (Éditions Actes Sud)
- Llanto por Ignacio Sanchez Mejias, Maurice Ohana - Federico Garcia Lorca, 2003 (Éditions Actes Sud) Victoires de la Musique, Prix de la revue espagnole Ritmo, Orphée d’or, Grand Prix des discophiles, Prix Spécial de la Nouvelle Académie du Disque, Référence Compact, Coup de cœur de l’Académie Charles-Cros 2003

### Avec le Chœur contemporain
- Sino, Odolez, Zorro, Dantzak, Argirunz, Felix Ibarrondo, 1983

## Récompense
- 2007 : Victoires de la musique classique - Ensemble vocal de l'année pour Musicatreize fondé et dirigé par Roland Hayrabedian[23]